# Lübeck (Schiff, 1963)
Die Lübeck war eine Fregatte der Bundesmarine und fünfte Einheit der Köln-Klasse. Sie war das dritte Schiff, das nach der Hansestadt Lübeck in einer deutschen Marine benannt wurde.
Namensvorgänger waren die Radkorvette Lübeck der Reichsflotte und der Kleine Kreuzer der Kaiserlichen Marine Lübeck.

## Kommandanten
6. Juli 1963 bis 20. Juni 1968
- Korvettenkapitän Peter Lawrence: vom 1. Juni 1963 bis 5. Juli 1963 als Leiter der Baubelehrungsgruppe und zur Einweisung
- Korvettenkapitän/Fregattenkapitän Peter Lawrence: vom 6. Juli 1963 bis 31. März 1965
- Fregattenkapitän Eberhard Zimmermann: vom 1. April 1965 bis 14. April 1967
- Fregattenkapitän Johannes Malwitz: von April 1967 bis Juni 1968

1. Oktober 1969 bis Dezember 1988
- Korvettenkapitän Wilhelm Kahl: Oktober/November 1969 in Vertretung
- Korvettenkapitän/Fregattenkapitän Wilhelm Kahl: von November 1969 bis Juni 1971
- Fregattenkapitän Henner-Lutz Seyfferth: von Juli 1971 bis Dezember 1972
- mit reduzierter Besatzung: von Dezember 1972 bis Oktober 1973
- Fregattenkapitän Edmund Kalander: von Oktober 1973 bis Juni 1976
- Korvettenkapitän/Fregattenkapitän Wulf Plesmann: von Juni 1976 bis November 1979
- Fregattenkapitän Heinz Dietrich Brettschneider: von November 1979 bis März 1982
- Fregattenkapitän Gerhard Behrens: von April 1982 bis Mai 1985
- Fregattenkapitän Dietrich: von Mai 1985 bis September 1987
- Korvettenkapitän/Fregattenkapitän Hartmut Trimpler: von September 1987 bis Dezember 1988
  - Kapitänleutnant Franz Gies: Oktober/November 1988 in Vertretung

## Erster Offizier (Auswahl)
- Korvettenkapitän Hans-Arend Feindt: von der Indienststellung im Juli 1963 bis März 1964

## Schiffsoperationsoffiziere (Auswahl)
- Kapitänleutnant Klaus-Dieter Sievert: von Oktober 1966 bis Juli 1967
- Kapitänleutnant Wolfgang E. Nolting: von Oktober 1979 bis September 1980

## Bekannte Personen (Auswahl)
- Wolfgang Lambrecht: Schiffsarzt